# HMS G14
HMS G14 – brytyjski okręt podwodny typu G. Zbudowany w latach 1914–1916 w Scotts Shipbuilding and Engineering Company w Greenock. Okręt został wodowany 17 maja 1916 roku i rozpoczął służbę w Royal Navy 31 sierpnia 1916 roku. 
W 1916 roku okręt został przydzielony do Szóstej Flotylli Okrętów Podwodnych (6th Submarine Flotilla) stacjonującej w Portsmouth. Jego zadaniem podobnie, jak pozostałych okrętów typu G, było patrolowanie akwenów Morza Północnego w poszukiwaniu i zwalczaniu niemieckich U-Bootów. Okręt należał do 6. Flotylli do zakończenia I wojny światowej.
11 marca 1921 roku okręt został sprzedany firmie Stanlee z Dover i zezłomowany.